# Масарикова, Герберта
Герберта Масарикова (в замужестве — Похеова, Лангова) (чеш. Herberta Masaryková (Pocheová, Langová), 6 июля 1915, Прага, Цислейтания — 30 сентября 1996, Прага) — чехословацкий и чешский общественный деятель, внучка первого президента Чехословакии Томаша Гаррига Масарика, дочь художника Герберта Масарика. Почётный гражданин Праги.

## Биография
Герберта Масарикова родилась 6 июля 1915 года в Праге.
Окончила Пражскую консерваторию, где изучала историю музыки. Училась игре на фортепиано у знаменитой чехословацкой пианистки Илоны Штепановой-Курцовой.
Большую часть жизни работала в издательствах Orbis, Krásné literatury a umění и музыкальном издательстве Supraphon. Была редактором и переводчиком.
В феврале 1948 года в числе других коммунистических деятелей культуры подписала прокламацию «Вперёд, назад ни шагу», в которой выражалось доверие новому чехословацкому правительству, сформированному коммунистами.

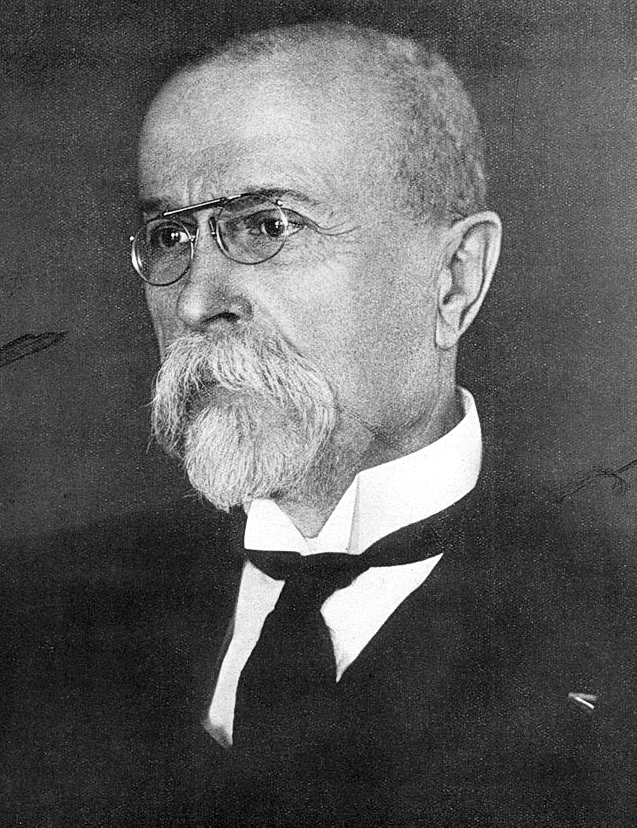
Томаш Гарриг Масарик

В начале 1989 года Герберта вместе с сестрой Анной организовали «Общество друзей Томаша Гаррига Масарика». После бархатной революции 1989 года они часто выступали с воспоминаниями о своих знаменитых родственниках — деде, экс-президенте Чехословакии Томаше Гарриге Масарике, отце, художнике Герберте Масарике и дяде, политике Яне Масарике. 11 января 1990 года Герберта Масарикова вместе с президентом Вацлавом Гавелом участвовала в открытии выставки «Герберт Масарик» в Чешском техническом университете в Праге.
В 1995 году за подход к жизни, распространение демократических идей и принципов в городском обществе удостоена звания почётного гражданина Праги.
Умерла 30 сентября 1996 года в Праге. Похоронена на Ольшанском кладбище в Праге.

## Семья
Дед — Томаш Гарриг Масарик (1850—1937), первый президент Чехословакии.
Отец — Герберт Масарик (1880—1915), художник. Умер от тифа до рождения дочери.
Мать — Мила Масарикова (в девичестве Брыныхова, по первому мужу Славичкова) (1876—1962).
В семье было ещё трое детей: Анна Масарикова (1911—1996), искусствовед, её брат-близнец Герберт Масарик (1911—1912) и Томаш Масарик (1914—1914), проживший менее трёх месяцев.
Первый муж (1939—1943) — Эмануэль Похе (1903—1987), искусствовед.
Дочь — Шарлотта Котикова (род. 1940), искусствовед, музейный работник. С 1970 года живёт в США.
Второй муж (1947—1951) — Яромир Ланг (1914—1979), историк литературы, коммунистический политик.